# Yasmeen Lari
Yasmeen Lari (en ourdou : یاسمین لاری), née en 1941 au Pendjab, est la première femme architecte du Pakistan,.
Elle est surtout connue pour son implication à la fois en architecture et en justice sociale. Depuis sa retraite officielle de la pratique architecturale en 2000, son ONG reconnue par les Nations unies Heritage Foundation Pakistan a entrepris des actions de secours humanitaire et des projets de conservation historique dans les villages ruraux du Pakistan. Elle a reçu le prestigieux prix Fukuoka en 2016.

## Jeunesse
Yasmeen Lari est née dans la ville de Dera Ghazi Khan et a passé ses premières années à Lahore et aux alentours, dans un clan renommé de Biradari irakiens. Son père Zafarul Ahsan, un officier de l'ICS, travaillait sur de grands projets de développement à Lahore et dans d'autres villes, dont Yasmeen Lari a eu le loisir de voir l'architecture. Sa sœur est la politicienne pakistanaise Nasreen Jalil. À l'âge de 15 ans, Yasmeen Lari a d'abord quitté le Pakistan pour se rendre à Londres avec sa famille. Initialement là pour des vacances, elle et ses frères et sœurs ont fini par s'inscrire à l'école à Londres. À la suite de son rejet de l'école d'architecture, Yasmeen Lari a étudié les arts pendant deux ans à Londres avant d'être acceptée à la Oxford Brookes University School of Architecture .

## Carrière
Après avoir obtenu son diplôme de la Oxford School of Architecture en 1964, Lari est retournée au Pakistan à 23 ans avec son mari, Suhail Zaheer Lari, et a ouvert son cabinet d'architecture Lari Associates à Karachi, dans le Sindh, au Pakistan. Elle est devenue la première femme architecte au Pakistan. Au début, elle a rencontré des difficultés lorsque les travailleurs des chantiers de construction contestaient son autorité ou ses connaissances en raison de son sexe.
En 1969, Yasmee Lari est devenue membre élue du Royal Institute of British Architects (RIBA).
Ses projets ultérieurs comprenaient des logements, tels que le logement Angoori Bagh (ABH) (1978), et des bâtiments commerciaux, tels que l' hôtel Taj Mahal en 1981, le Centre des finances et du commerce en 1989 et le Pakistan State Oil House (siège social de la société PSO) à Karachi en 1991.
Yasmeen Lari a pris en 2000 sa retraite de la pratique de l'architecture. Cependant, elle reste active dans la préservation historique en agissant en tant que conseillère du projet de l'UNESCO, en tant que directrice exécutive de Heritage Foundation Pakistan et en tant que présidente des initiatives de la Karavan.
Entre 2010 et 2014, entre autres projets, Yasmeen Lari avait construit plus de 36 000 maisons pour les personnes touchées par les inondations et les tremblements de terre au Pakistan. Elle met en œuvre des techniques de construction traditionnelles et des matériaux locaux pour reconstruire la région de la vallée du Sindh au Pakistan.
En 2013, elle a aidé les villageois du district d'Awaran qui ont été touchés par le tremblement de terre de 2013 au Baloutchistan.
Yasmeen Lari est l'une des fondatrices et l'actuelle présidente de l'antenne pakistanaise du Réseau international pour la construction traditionnelle, l'architecture et l'urbanisme (INTBAU),, créé en 2018.

## Philosophie de conception
À propos de la pratique architecturale en Asie du Sud-Est, Yasmeen Lari a déclaré : « Les deux extrémités du spectre des deux mondes dans lesquels nous vivons et travaillons sont mieux illustrées par les mots de deux architectes célèbres, Mies van der Rohe et Hassan Fathy. Mies van der Rohe, maître de l'assemblage des éléments d'un bâtiment et grand maître du détail, a déclaré : “Je m'intéresse d'abord à un bon bâtiment. Ensuite, je le place au meilleur endroit possible”. En revanche, Hassan Fathy, qui a parlé avec plus de force que tout autre des bienfaits de la langue vernaculaire et de l'importance de la tradition, déclare: “Vous devez partir du début, en laissant vos nouveaux bâtiments se développer à partir de la vie quotidienne des personnes qui vivront. en eux, façonnant les maisons à la mesure des chants des gens, tissant le motif d'un village comme sur les métiers à tisser du village, soucieux des arbres et de l'artisanat qui y poussent, respectueux des horizons et humbles devant les saisons” ».

## Œuvre architecturale

### Projets achevés
- Logement des officiers de la marine, Karachi[13]
- Logement Angoori Bagh (également connu sous le nom d'ABH) (1978)
- Hôtel Taj Mahal, Karachi (1981)
- Centre des finances et du commerce (bâtiment FTC), Karachi (1989)
- Pakistan State Oil House (PSO House), Karachi (1991)

### Projets de conservation et de restauration historiques (incomplets)
- Centre du patrimoine de Khairpur[14]
- Maison Sethi à Sethi Mohallah (2010–2012)

## Ouvrages
Les publications de Yasmeen Lari sont notamment :
- Les bidonvilles et les établissements de squatters: leur rôle et leur stratégie d'amélioration
- Notre héritage dans l'architecture musulmane
- Tharparkar et Sialkot après la guerre
- 1993 - Architecture traditionnelle de Thatta [15]
- 1997 - The Dual City: Karachi pendant le Raj ( co-écrit avec son fils, Mihail Lari) [14]
- 1997 - The Jewel of Sindh: Samma Tombs on the Makli Hill (co-écrit avec son mari, Suhail Zaheer Lari)
- 2001 - Karachi: Guide de la ville illustré (photographie de son mari, Suhail Zaheer Lari)
- 2003 - Lahore: Guide de la ville illustré

## Récompenses
En 2002, la Heritage Foundation a reçu le prix de reconnaissance des Nations unies pour ses efforts et ses résultats en faveur de la conservation culturelle et historique.
En 2006, Yasmeen Lari a reçu le Sitara-e-Imtiaz, l'une des plus hautes distinctions civiles du gouvernement pakistanais, en reconnaissance de ses services à la profession d'architecte et à la conservation du patrimoine des sites historiques au Pakistan.
En 2011, elle a reçu le prix pakistanais "1st Wonder Women of the Year Award"
En 2016, elle a reçu le prix Fukuoka pour les arts et la culture.
Elle a reçu le prix Jane Drew 2020, rehaussant le profil des femmes dans l'architecture et le design.

## Vie privée
Yasmeen Lari vit à Karachi, au Pakistan avec son mari, Suhail Lari. Elle a trois enfants.